# 나카오카자키역
나카오카자키역(일본어: 中岡崎駅, なかおかざきえき)은 일본 아이치현 오카자키시에 있는 아이치 환상 철도선의 역이다. 역 번호는 03이다.

## 접속 노선
일반 도로를 통해서 아래의 노선으로 환승이 가능하다.
- 나고야 철도
  - 나고야 본선 - 오카자키코엔마에 역

인접한 위치에 있지만 연결 통로는 없고 일단 지상으로 나올 필요가 있다.

## 역 구조
상대식 승강장 2면 2선의 고가역이다. 예전에는 새벽 및 심야에는 무인으로 전용 출입문을 사용했지만, 2009년 1월 5일부터 하루 종일 유인역이 되었다.

## 역 주변
오카자키 시의 중심 시가지 서쪽 끝인 주택지이다.
- 핫초미소 산지
- 야하기강
- 오카자키 공원・오카자키성
- 국도 제1호선
- 국도 제248호선
- 컴타운

## 역사
- 1976년 4월 26일: 일본국유철도(국철) 오카다 선 오카자키 ~ 신토요타 역 구간 여객 영업 개시에 따라 여객역으로 영업 개시, 당시에는 단선 승강장 1면 1선이었다.
- 1987년 4월 1일: 일본 철도 민영화에 의한 도카이여객철도에 계승됨.
- 1988년 1월 31일: 아이치 환상 철도 개업과 동시에 아이치 환상 철도에 이관되고 이 역과 오카자키 역 사이에 무쓰나 역이 설치되어 신토요타 ~ 고조지 간 연장 개통.
- 2009년
  - 1월 5일: 창구의 영업 시간 연장으로 종일 유인역이 됨.
  - 3월: 자동 개찰기 설치.

## 사진

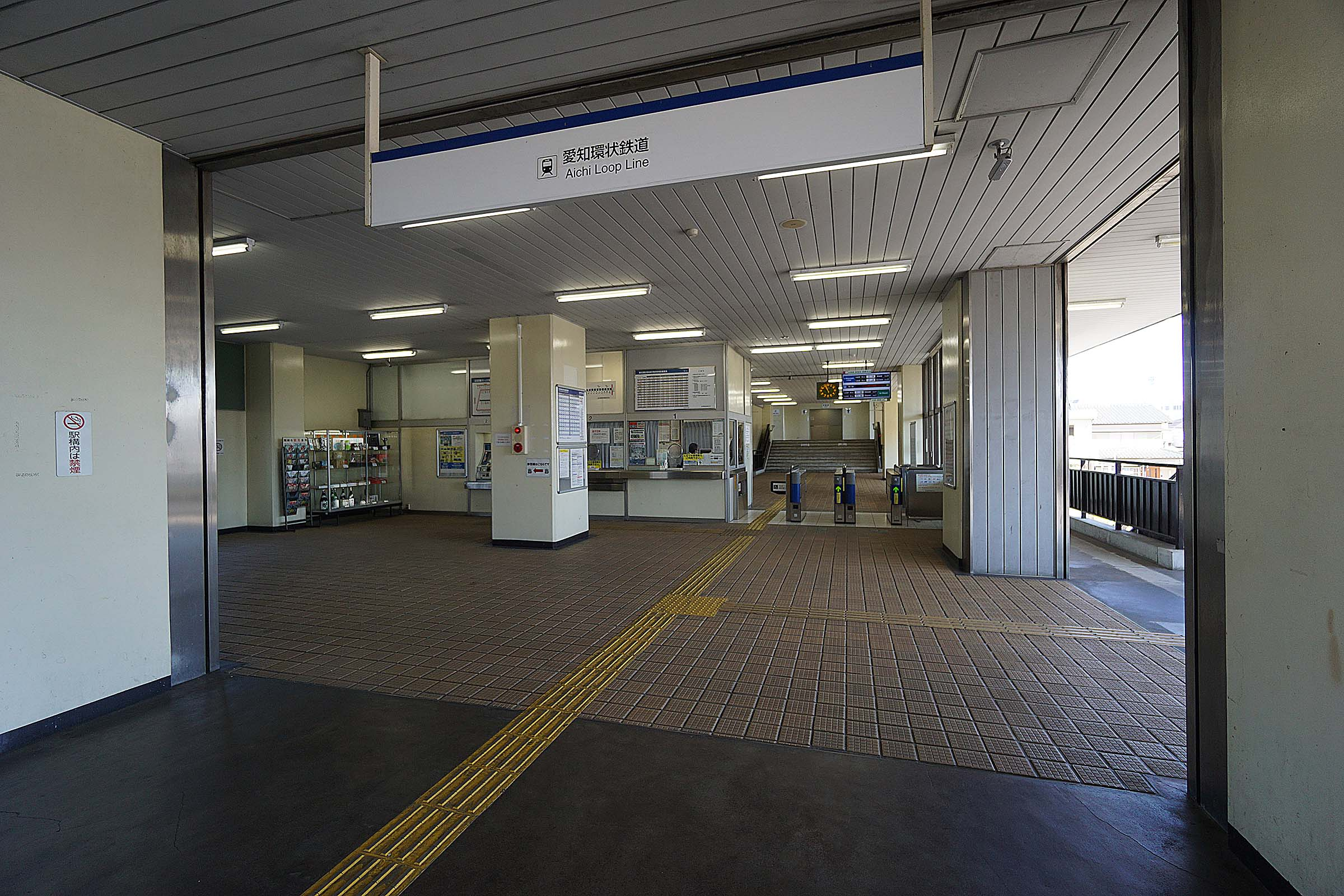
개찰구
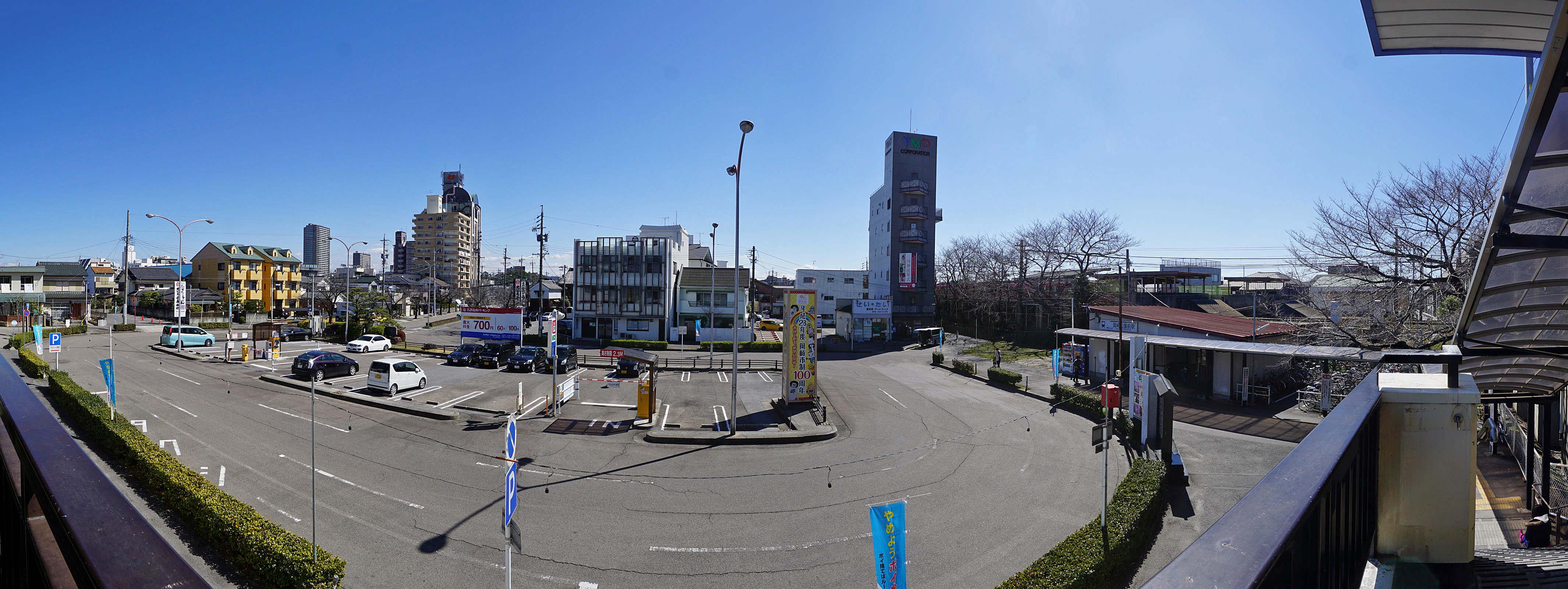
역전 로터리
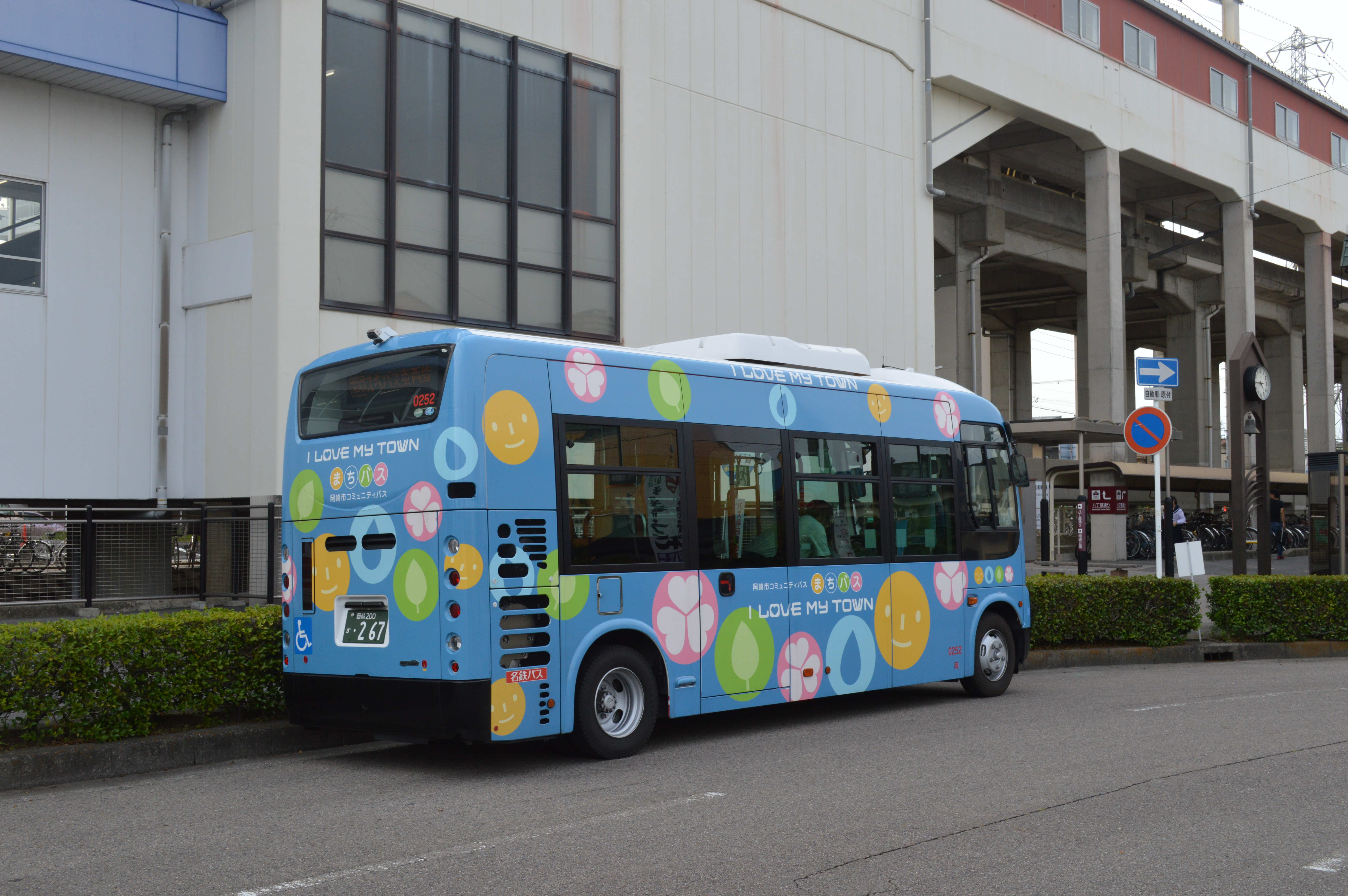
역전에 정차한 버스

## 인접역
| 아이치 환상 철도 ■ 아이치 환상 철도선 | 아이치 환상 철도 ■ 아이치 환상 철도선 | 아이치 환상 철도 ■ 아이치 환상 철도선 |
| ------------------------------------- | ------------------------------------- | ------------------------------------- |
| 02 무쓰나 오카자키 방면               |                                       | 기타오카자키 04 고조지 방면           |